# Mi principio
«Mi principio» es una canción interpretada por la cantante mexicana Julieta Venegas. Es un sencillo promocional para la banda sonora de la película Quemar las naves. La canción fue lanzada en la radio en febrero de 2008.

## Sinopsis
La música corrió a cuenta de Julieta Venegas y la letra de Joselo al igual que en la canción de «Miel Con Veneno». Según palabras del propio Joselo dice que la canción habla sobre una relación de pareja en que uno de ellos tiene que irse a buscar su verdad en pocas palabras su principio.
La canción también es interpretada por Eugenia Leon, en la película Quemar Las naves, la actriz Claudette Maillé es una cantante, donde la canción es su más grande éxito, Claudette nunca canta, pero cuando se pone el disco, en realidad la voz que se escucha es Eugenia León.

## Promoción
Para la promoción de este nuevo recopilatorio se lanza como primer sencillo la canción "Mi Principio", el cual es el primer corte de este álbum; «Mi Principio» corresponde a la banda sonora de la película "Quemar La Naves".

## Vídeo musical
El vídeo fue dirigido por Francisco Franco el cual también dirigió el vídeo de «Cómo Sé» de su álbum Aquí. Fue lanzado en marzo de 2008. En el videoclip se puede apreciar a Julieta Venegas interpretando la canción en una locación que pertenece a la película con un fondo que semeja al mar y dibujos de peces colgados al techo mientras se muestras escenas de la película.

## Premios y nominaciones
- Premios Ariel
  - "Mejor Música Original Para Una Película" - Ganadora (Premio que compartió con Joselo)[1]